# Horodniceni
Horodniceni es una comuna ubicada en el distrito de Suceava, Rumania.

## Superficie
Posee una superficie de 57,02 kilómetros cuadrados.

## Demografía
Hasta 2021 la población era de 3233 habitantes, con una densidad de población de 56,70 habitantes por kilómetro cuadrado.